# Kolej aglomeracyjna w Helsinkach

Mapa sieci kolei w Helsinkach

Kolej aglomeracyjna w Helsinkach (fiń. Pääkaupunkiseudun lähiliikenne, szw. Huvudstadsregionens närtrafik) – system kolei miejskiej w okolicach Helsinek w Finlandii. Operatorem sieci są fińskie koleje państwowe. Należy wraz z metrem i tramwajami do sieci zintegrowanego transportu miejskiego. Obecnie sieć składa się z czterech linii łączących Helsinki z Espoo, Vantaa, Keravą i Riihimäki, obejmując 14 gmin. Kolej częściowo porusza się po wydzielonych torach, częściowo po dostępnych dla komunikacji dalekobieżnej. Łącznie kolej miejska w Helsinkach liczy 54 stacje i przystanki, z czego 14 w granicach administracyjnych Helsinek.

## Historia
Lokalny ruch kolejowy w aglomeracji helsińskiej istnieje od lat 80. XIX wieku. W roku 1903 została oddana do użytku linia brzegowa do Turku nastawiona głównie na ruch podmiejski. Współczesny system zapoczątkowano w roku 1969, gdy zelektryfikowano pierwszy odcinek. W latach 70 na odcinku Helsinki – Kerava wybudowano tor przeznaczony dla komunikacji podmiejskiej, który w całości oddano do użytku w 1981. W 2006 roku otworzono podmiejską linię do Lahti. Obecnie w budowie jest kolejowa obwodnica Helsinek łącząca Port lotniczy Helsinki-Vantaa z liniami dalekobieżnymi na północ z pominięciem Helsinek.

## Linie
Kolej miejska obsługuje następujące linie (wszystkie wychodzące z głównego dworca w Helsinkach):
- zielona – pociągi nr Y, S, U, L, E, A – do Espoo i Karis (24 stacje)
- niebieska – pociągi nr I, K, N, G, T, H, R do Keravy i Riihimäki (21 stacji)
- czerwona – pociąg nr Z do Lahti (5 stacji)
- żółta – pociąg nr M do Vantaankoski (12 stacji)

|                           | Y |   |   |   |   |   |    | M |                            |                            |                            |                            |                            |   |   |   |                       |   |                         |
| Karjaa (Karis)            |   |   |   |   |   |   |    |   | Vantaankoski (Vandaforsen) | Vantaankoski (Vandaforsen) | Vantaankoski (Vandaforsen) | Vantaankoski (Vandaforsen) | Vantaankoski (Vandaforsen) | T | H | R |                       | Z |                         |
| Inkoo (Ingå)              |   |   |   |   |   |   |    |   | Martinlaakso (Mårtensdal)  | Martinlaakso (Mårtensdal)  | Martinlaakso (Mårtensdal)  | Martinlaakso (Mårtensdal)  | Martinlaakso (Mårtensdal)  |   |   |   | Riihimäki             |   | Lahti (Lahtis)          |
| Siuntio (Sjundeå)         |   | S | U | L |   |   |    |   | Louhela (Klippsta)         | Louhela (Klippsta)         | Louhela (Klippsta)         | Louhela (Klippsta)         | Louhela (Klippsta)         |   |   |   | Hyvinkää (Hyvinge)    |   |                         |
| Kirkkonummi (Kyrkslätt)   |   |   |   |   |   |   |    |   | Myyrmäki (Myrbacka)        | Myyrmäki (Myrbacka)        | Myyrmäki (Myrbacka)        | Myyrmäki (Myrbacka)        | Myyrmäki (Myrbacka)        |   |   |   | Jokela                |   |                         |
| Tolsa (Tolls)             |   |   |   |   |   |   |    |   | Malminkartano (Malmgård)   | Malminkartano (Malmgård)   | Malminkartano (Malmgård)   | Malminkartano (Malmgård)   | Malminkartano (Malmgård)   |   |   |   | Nuppulinna            |   |                         |
| Jorvas                    |   |   |   |   |   |   |    |   | Kannelmäki (Gamlas)        | Kannelmäki (Gamlas)        | Kannelmäki (Gamlas)        | Kannelmäki (Gamlas)        | G'                         |   |   |   | Purola                |   | Mäntsälä                |
| Masala (Masaby)           |   |   |   |   |   |   |    |   | Pohjois‑Haaga (Norra Haga) | Pohjois‑Haaga (Norra Haga) | Pohjois‑Haaga (Norra Haga) | Pohjois‑Haaga (Norra Haga) |                            |   |   |   | Saunakallio           |   |                         |
| Luoma (Bobäck)            |   |   |   |   |   |   |    |   |                            |                            |                            |                            |                            |   |   |   | Järvenpää (Träskända) |   | Haarajoki               |
| Mankki (Mankby)           |   |   |   |   | E |   |    |   |                            |                            | K                          | N                          |                            |   |   |   | Kyrölä                |   |                         |
| Kauklahti (Köklax)        |   |   |   |   |   |   |    |   |                            |                            |                            |                            |                            |   |   |   | –––––––––––––––––––   |   | Kerava (Kervo)          |
| Espoo (Esbo)              |   |   |   |   |   |   |    |   |                            |                            |                            |                            |                            |   |   |   | –––––––––––––––––––   |   | Savio                   |
| Tuomarila (Domsby)        |   |   |   |   |   |   |    |   |                            |                            |                            |                            |                            |   |   |   | –––––––––––––––––––   |   | Korso                   |
| Koivuhovi (Björkgård)     |   |   |   |   |   |   |    |   |                            |                            |                            |                            |                            |   |   |   | –––––––––––––––––––   |   | Rekola (Räckhals)       |
| Kauniainen (Grankulla)    |   |   |   |   |   |   |    |   |                            |                            |                            |                            |                            |   |   |   | –––––––––––––––––––   |   | Koivukylä (Björkby)     |
| Kera                      |   |   |   |   |   |   |    |   |                            | I                          |                            |                            |                            |   |   |   | –––––––––––––––––––   |   | Hiekkaharju (Sandkulla) |
| Kilo                      |   |   |   |   |   | A |    |   |                            |                            |                            |                            |                            |   |   |   | –––––––––––––––––––   |   | Tikkurila (Dickursby)   |
| Leppävaara (Alberga)      |   |   |   |   |   |   |    |   |                            |                            |                            |                            |                            |   |   |   | –––––––––––––––––––   |   | Puistola (Parkstad)     |
| Mäkkylä                   |   |   |   |   |   |   |    |   |                            |                            |                            |                            |                            |   |   |   | –––––––––––––––––––   |   | Tapanila (Mosabacka)    |
| Pitäjänmäki (Sockenbacka) |   |   |   |   |   |   |    |   |                            |                            |                            |                            |                            |   |   |   | –––––––––––––––––––   |   | Malmi (Malm)            |
| Valimo (Gjuteriet)        |   |   |   |   |   |   |    |   |                            |                            |                            |                            |                            |   |   |   | –––––––––––––––––––   |   | Pukinmäki (Bocksbacka)  |
| Huopalahti (Hoplax)       |   |   |   |   |   |   | –– |   |                            |                            |                            |                            |                            |   |   |   | –––––––––––––––––––   |   | Oulunkylä (Åggelby)     |
| Ilmala                    |   |   |   |   |   |   | –– |   |                            |                            |                            |                            |                            |   |   |   | –––––––––––––––––––   |   | Käpylä (Kottby)         |
| Pasila (Böle)             |   |   |   |   |   |   | –– |   | –––––––––––––––            |                            |                            |                            |                            |   |   |   | –––––––––––––––––––   |   | Pasila (Böle)           |
| Helsinki (Helsingfors)    |   |   |   |   |   |   | –– |   | –––––––––––––––            |                            |                            |                            |                            |   |   |   | –––––––––––––––––––   |   | Helsinki (Helsingfors)  |
|                           | Y | S | U | L | E | A | x  | M | xx                         | I                          | K                          | N                          | G                          | T | H | R |                       | Z |                         |

## Tabor

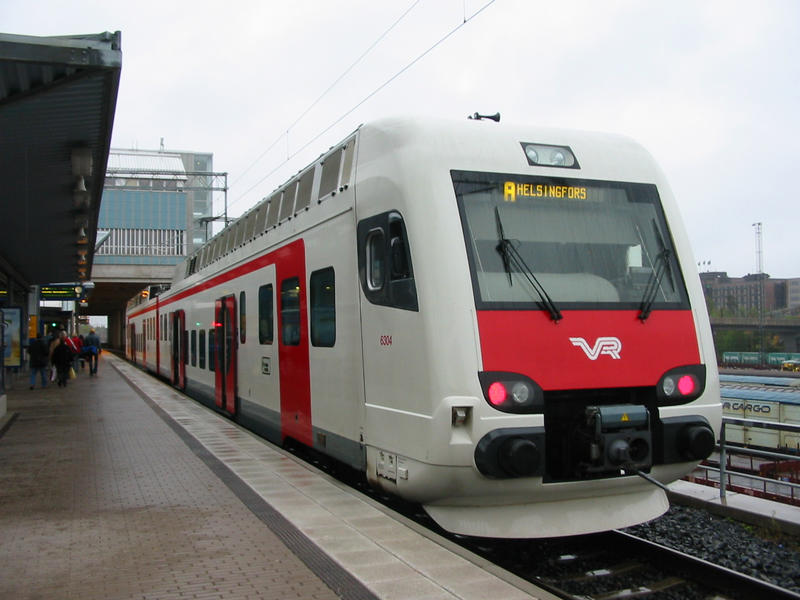
Jednostka typu Sm4

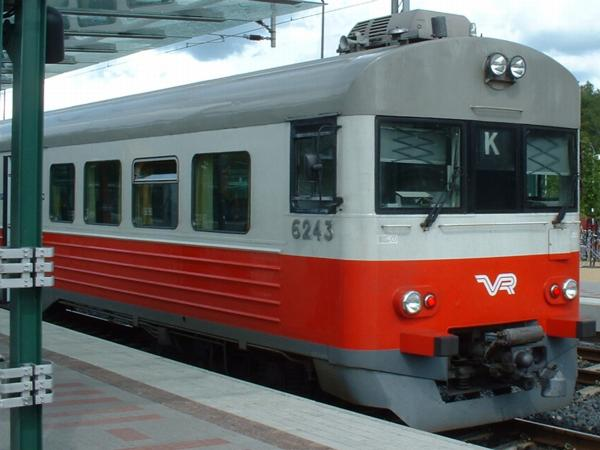
Jednostka typu Sm1

Tabor kolei składa się z pociągów pięciu typów: Sm1 i Sm2 (łącznie 100 jednostek), wybudowanych w latach 1968–1981, w pełni zmodernizowanych wagonów Eil (57 sztuk), ciągniętych przez lokomotywy, używanych głównie w godzinach szczytu oraz nowoczesnych jednostek niskopodłogowych Sm4 oraz jednostek typu Flirt.

## Przyszłość
Obecnie w budowie jest kolej obwodowa Kehärata o długości 18 km, przebiegająca częściowo pod ziemią a mająca połączyć centrum miasta z, między innymi, Vantaa i portem lotniczym. Koszt projektu to 600 mln euro. Planuje się oddanie trasy do użytku w roku 2014.